# Matej Šarc
Matej Šarc, slovenski oboist, * 6. junij 1965, Ljubljana.
Oboo je študiral v Ljubljani pri prof. Božu Rogelji, izpopolnjeval pa se je na Visoki šoli za glasbo v Freiburgu. Deluje kot solo-oboist v orkestru Slovenske filharmonije in je član pihalnega kvinteta Slowind. Je direktor Slovenske filharmonije.